# Steve McMahon
Stephen „Steve“ McMahon (* 20. August 1961 in Liverpool, England) ist ein ehemaliger englischer Fußballspieler und späterer -trainer, der sich vor allem als Mittelfeldspieler in der Mannschaft des FC Liverpool in der zweiten Hälfte der 1980er-Jahre einen Namen machte.

## Karriere als Fußballspieler
McMahon wurde in Liverpool geboren, wuchs ebenso dort auf und wurde in seiner Jugend in die Nachwuchsabteilung des FC Everton – dem Lokalrivalen des FC Liverpool – aufgenommen. Er entwickelte sich dort in seiner Teenagerzeit zu einem Mittelfeldspieler, der vor allem durch Einsatzfreude und Kampfstärke auffiel.
McMahon wechselte 1983 zu Aston Villa nach Birmingham, wobei er zuvor ein Angebot des FC Liverpool in dieser Zeit bereits abgelehnt hatte. Nur zwei Jahre später kam der Transfer nach Liverpool doch noch zustande, als ihn der neue Trainer Kenny Dalglish als ersten Spieler während seiner Amtszeit verpflichtete. McMahon war maßgeblich am Gewinn des „Doubles“ aus englischer Meisterschaft und FA Cup in der Saison 1985/86 beteiligt, obwohl der Erfolg etwas dadurch getrübt wurde, dass er für das FA-Cup-Endspiel gegen seinen alten Verein aus Everton nicht berücksichtigt wurde und beim 3:1-Sieg seiner Mannschaft nur auf der Ersatzbank sitzen durfte.
Im anschließenden Jahr konnte er im Finale des englischen Ligapokals seinen Einsatz im Wembley-Stadion nachholen und bereitete sogar das Führungstor für Liverpool von Ian Rush vor, musste jedoch nach dem 1:2-Endstand das Spielfeld als Verlierer verlassen. Dennoch hatte er in diesem Wettbewerb als vierfacher Torschütze beim 10:0 gegen den FC Fulham einen persönlichen Höhepunkt.
Dalglish nahm in der folgenden Saison mit den Verpflichtungen von John Barnes, Peter Beardsley, John Aldridge und Ray Houghton grundlegende Umstrukturierungen im Kader vor, aber es gelang McMahon weiterhin, in der Mannschaft zu bleiben. Dabei wurde vor allem von seinen Betreuern und Mitspielern aufgrund seines sehr mannschaftsdienlichen und körperbetonten Spiels geschätzt. Letzteres führte jedoch bei Gegenspieler und Trainern anderer Mannschaften auch zu vermehrter Kritik an vielen seiner Tacklings.
In Berücksichtigung seiner zumeist eher defensiv interpretierten Mittelfeldrolle trat er in Liverpool verhältnismäßig oft auch als Torschütze in Erscheinung und war ein Leistungsträger in der Mannschaft, die 1988 in der ganzen Ligasaison ungeschlagen war und erneut englischer Meister wurde. Spektakuläre Tore von McMahon waren dabei sowohl sein Schuss aus fast 30 Metern gegen Manchester United als auch das erste Tor im Derby gegen Everton.
Mit Aldridge steuerte er zu dem offiziellen Song des FA-Cup-Endspiels, der von seinem Mannschaftskameraden Craig Johnston komponiert worden war, einige Liedzeilen im Rap-Stil bei. Der Song stieg bis auf den dritten Platz der britischen Singlecharts hinauf. Das Finale selbst verlor Liverpool überraschend gegen den FC Wimbledon, wobei der als „Rauhbein“ bekannte Vinnie Jones vor dem Spiel seinen Respekt vor McMahon bezeugte und äußerte, dass, wenn er McMahon stoppen könne, könne auch Wimbledon den FC Liverpool aufhalten. Im Spiel foulte Jones seinen Gegenspieler auch bereits in den Anfangsminuten schwer, jedoch bestritt McMahon nachher, dass zu diesen Vorgängen eine Verbindung zu seiner nur unterdurchschnittlichen Leistung im Endspiel bestanden hätte.
Im weiteren Verlauf des Jahres kam McMahon zu seinem ersten von insgesamt 17 Länderspielen für die englische Nationalmannschaft. Zuvor hatten weite Teile der Presse seine Berufung bei Nationaltrainer Bobby Robson eingefordert, darunter auch Brian Moore von ITV, der dies mit einem selbst gedichteten Raptext (in Anspielung auf den FA-Cup-Endspielsong) verband („Well Steve McMahon sure can rap, it's about time he had an England cap; so come on Bobby Robson, he's your man; 'cause if anyone can, Macca can!“), das am Ende in einer von Melle Mel abgemischten Rapversion des 1984er Hits I Feel For You von Chaka Khan endete.
Als der FC Liverpool auch 1989 nach einem weiteren Double aus Meisterschaft und englischem Pokal strebte, gehörte er der Mannschaft an, die das FA-Cup-Halbfinale gegen Nottingham Forest bestreiten sollte, das zur Hillsborough-Katastrophe wurde, der 96 Personen zum Opfer fielen. Bei der Neuansetzung des Spiels agierte McMahon in seiner gewohnten Spielweise, wurde aber für seine Tacklings von Nottinghams Trainer Brian Clough im Anschluss außergewöhnlich scharf über die Medienöffentlichkeit angegriffen. Liverpool konnte danach den Pokal gewinnen und McMahon bereitete das erste Tor von Aldridge vor. Die Meisterschaft verspielte die Mannschaft jedoch noch, als sie das letzte Spiel im heimischen Anfield-Stadion gegen den direkten Konkurrenten FC Arsenal in den letzten Minuten nach einem Tor von Michael Thomas verlor.
Nur ein Jahr später gelang McMahon wieder der Gewinn der Meisterschaft, verpasste das „Double“ aber erneut, als der FC Liverpool – trotz eines Tores von McMahon selbst – in einer spannenden Partie gegen Crystal Palace mit 3:4 unterlag.
McMahon wurde danach von Robson in den englischen Kader für die WM 1990 in Italien berufen. Er wurde dabei bereits im ersten Spiel gegen Irland eingewechselt, verschuldete aber den Gegentreffer zum 1:1, als er den Ball in der Mitte der eigenen Hälfte nicht kontrollieren konnte und an Kevin Sheedy – mit dem er in Everton im Verein gespielt hatte – verlor, dessen Schuss für den englischen Torhüter Peter Shilton nicht zu parieren war. In einem weiteren Gruppenspiel gegen Ägypten, das England gewinnen konnte, kam er genauso zum Einsatz, wie im Achtelfinale gegen Belgien. Dort spielte er solide, wurde aber, als seine Kräfte schwanden und aus taktischen Gründen im Tausch gegen David Platt ausgewechselt, dem in den letzten Minuten der Verlängerung das Tor zum 1:0-Endstand gelang. Platt behielt fortan die Position McMahons im weiteren Verlauf des Turniers und schoss noch weitere zwei Tore bis zum Gewinn des vierten Platzes. Nach der Weltmeisterschaft sollte McMahon nicht mehr ins englische Nationalteam zurückkehren und verließ 1991 nach 276 Spielen und 50 Toren den FC Liverpool in Richtung von Manchester City, für den er noch vor seinem Rücktritt vier Spielzeiten absolvierte.

## Trainerlaufbahn und sonstige Aktivitäten
McMahon übernahm 1994 den Zweitligisten Swindon Town, konnte aber trotz des Erreichens des Halbfinales im Ligapokal den zweiten Vereinsabstieg in Serie nicht verhindern. McMahon führte den Verein 1996 auf Anhieb als Drittligameister zurück in die zweite Liga. Als sich Swindon Town jedoch erneut im Abstiegskampf wiederfand, wurde McMahon im September 1998 entlassen. Seine nächste Trainerstation wurde im Jahr 2000 der FC Blackpool. Nach dem vorangegangenen Abstieg in die vierte Liga, führte McMahon seinen neuen Klub über die Play-off-Spiele in die Drittklassigkeit zurück und gewann zweimalig die LDV Vans Trophy.
McMahons Amtszeit war geprägt von sehr unbeständigen Mannschaftsleistungen, bei denen sich die durch die Trophäen erzielten Erfolge mit sehr mittelmäßigen Darbietungen abwechselten. Obwohl der FC Blackpool in dieser Zeit über eine der spielstärksten und unterhaltsamen Mannschaften verfügte, stand McMahon häufig in der Kritik, zu wenig Einsatz während seiner Trainertätigkeit zu zeigen. Er wurde häufig für seine Leidenschaft, dem Golfspiel zu frönen, kritisiert und durch seine häufige Abwesenheit einen zeitweiligen Mangel an Fitness bei seiner Mannschaft ausgemacht. In der späteren Rückbetrachtung fiel dieses Urteil über seine Trainertätigkeit in Blackpool jedoch wieder deutlich freundlicher aus.
Er verließ den FC Blackpool nach einem Prämienstreit während des letzten Meisterschaftsspiels in der Saison 2003/04, wobei er in einer sehr bizarren Aktion seinen Rücktritt bereits zur Mitte der Spielzeit verkündet hatte. Dort war er in eine Pressekonferenz des Vereins hinein gestürzt, um zunächst seinen Rücktritt zu verkünden, nach kurzer Rücksprache mit dem Präsidenten Karl Oyston seine Entscheidung aber zu revidieren. Nach dieser Trainertätigkeit engagierte er sich fortan als Fußballexperte bei dem britischen Rundfunksender BBC.
Im Jahr 2005 wurde er von dem australischen Fußballverein Perth Glory verpflichtet. Sein Aufenthalt in Perth gestaltete sich jedoch nur sehr kurz. Schwache Mannschaftsleistungen, Spielerverpflichtungen, die keine Verstärkung brachten, sowie Streitigkeiten mit der Vereinsführung und der lokalen Presse sorgten dafür, dass McMahon im Dezember 2005 den westaustralischen Verein wieder verließ.
Im Februar 2006 unterschrieb McMahon einen 18 Monate andauernden Vertrag als Fußballexperte mit dem für den asiatischen Markt errichteten Fernsehsender ESPN Star Sports.

## Wissenswertes
- Sein Sohn Steve McMahon Jr. wurde ebenfalls Profifußballer und war unter seinem Vater beim FC Blackpool und Perth Glory aktiv.
- Steve McMahon belegte als Mitglied der Band Englandneworder mit dem Titel World in Motion, der anlässlich der Fußball-Weltmeisterschaft in Italien im Jahr 1990 aufgenommen wurde, Platz eins der britischen Singlecharts.

## Erfolge

### Als Spieler
- Englischer Meister: 1986, 1988, 1990
- FA-Cup-Sieger: 1986, 1989
- Charity-Shield-Sieger: 1986*, 1988, 1989, 1990 * geteilter Titel

### Als Trainer
- LDV-Vans-Trophy-Gewinner: 2002, 2004